# Abchasische Staatliche Rundfunkgesellschaft
Abchasische Staatliche Rundfunkgesellschaft (abchasisch Аҧснытәи ахәынҭқарратә телерадиоеилахәыра; russisch Абхазская государственная телерадиокомпания) ist die wichtigste Rundfunkgesellschaft in Abchasien. Die Wurzeln der Gesellschaft reichen bis 1978 zurück.
Der durch die Gesellschaft betriebene staatliche Fernsehsender (Abchasskoje TV) ist der einzige abchasische Sender, der in nahezu allen Regionen des Landes empfangen werden kann. Große Teile dessen Programms sind Wiederholungen von Sendungen des russischen Senders Rossija K, es werden aber auch eigene Sendungen produziert. Gesendet wird auf Russisch und Abchasisch.
Im Frühjahr 2017 schlossen Vertreter des Senders ein Kooperationsvertrag mit dem lateinamerikanischen Telesur-Fernsehnetzwerk.
Wichtigster privater Konkurrent des Senders ist der vom Unternehmer Beslan Butba betriebene Sender Abasa TV.